# 城ケ入町
城ケ入町（じょうがいりちょう）は、愛知県安城市の地名。

## 地理
安城市南端部に位置する。東は西尾市、西は根崎町、南は西尾市、北は和泉町、北東は石井町に接する。字に稀有な犬殺がある。

### 学区
市立小・中学校に通う場合、学校等は以下の通りとなる。また、公立高等学校に通う場合の学区は以下の通りとなる。
| 番・番地等 | 小学校             | 中学校             | 高等学校 |
| ---------- | ------------------ | ------------------ | -------- |
| 全域       | 安城市立丈山小学校 | 安城市立明祥中学校 | 三河学区 |

### 河川
- 半場川[1]

### 字一覧
- 雨池（あまいけ）[WEB 7]
- 新井（あらい）[WEB 7]
- 荒子（あらこ）[WEB 7]
- 稲場（いなば）[WEB 7]
- 犬殺（いぬころし）[WEB 7]
- 欠間（かけま）[WEB 7]
- 北立出（きたたてだし）[WEB 7]
- 源治（げんじ）[WEB 7]
- 三度（さんど）[WEB 7]
- 城畠（しろはた）[WEB 7]
- 高根（たかね）[WEB 7]
- 立出（たてだし）[WEB 7]
- 団戸（だんど）[WEB 7]
- 長割（ながわり）[WEB 7]
- 西海（にしかい）[WEB 7]
- 西ノ根（にしのね）[WEB 7]
- 西間（にしま）[WEB 7]
- 半場（はんば）[WEB 7]
- 彦左（ひこざ）[WEB 7]
- 広見（ひろみ）[WEB 7]
- 本郷（ほんごう）[WEB 7]
- 本割（ほんわり）[WEB 7]
- 丸根（まるね）[WEB 7]
- 宮下（みやした）[WEB 7]
- 向山（むかいやま）[WEB 7]
- 八ツ田（やつだ）[WEB 7]
- 山崎（やまざき）[WEB 7]
- 山新田（やましんでん）[WEB 7]

## 歴史

### 人口の変遷
国勢調査による人口および世帯数の推移。
| 1995年（平成7年）  | 438世帯 1767人 |  |
| 2000年（平成12年） | 453世帯 1778人 |  |
| 2005年（平成17年） | 505世帯 1812人 |  |
| 2010年（平成22年） | 535世帯 1815人 |  |
| 2015年（平成27年） | 602世帯 1864人 |  |
| 2020年（令和2年）  | 642世帯 1860人 |  |

### 沿革
- 1878年（明治11年） - 石井新田を編入する[2]。
- 1889年（明治22年） - 市制町村制施行に伴い、同制度下の碧海郡城ヶ入村となる[2]。
- 1906年（明治39年） - 明治村大字城ヶ入となる[2]。
- 1949年（昭和24年） - 一部が安城市石井となる[2]。
- 1955年（昭和30年） - 安城市大字城ヶ入となる[2]。
- 1956年（昭和31年） - 安城市城ヶ入町となる[2]。

## 交通
- 国道23号バイパス（名豊道路）[1]
- 愛知県道南中根小垣江線[1]
- 市道東端城ヶ入線[1]

## 施設
- 城ヶ入保育園[1]
- 白山神社[1]
- 真宗大谷派城泉寺[1]
- 城ヶ入観音[1]

### WEB
1. ↑  “愛知県安城市の町丁・字一覧”.   人口統計ラボ. 2023年8月26日閲覧。
2. 1 2  総務省統計局 (2022年2月10日). “令和2年国勢調査の調査結果(e-Stat) - 男女別人口，外国人人口及び世帯数－町丁・字等” (CSV). 2023年8月2日閲覧。
3. ↑  “愛知県安城市の郵便番号一覧”.   日本郵便. 2023年8月26日閲覧。
4. ↑  “市外局番の一覧” (PDF).   総務省 (2022年3月1日). 2022年3月22日閲覧。
5. ↑  安城市役所教育振興部学校教育課学事係 (2022年4月7日). “小中学校区一覧（町別50音順）”.   安城市. 2023年10月3日閲覧。
6. ↑  “平成29年度以降の愛知県公立高等学校（全日制課程）入学者選抜における通学区域並びに群及びグループ分け案について”.   愛知県教育委員会 (2015年2月16日). 2019年1月14日閲覧。
7. 1 2 3 4 5 6 7 8 9 10 11 12 13 14 15 16 17 18 19 20 21 22 23 24 25 26 27 28  “愛知県安城市城ケ入町丸根の住所一覧”.   ゼンリン. 2024年11月19日閲覧。
8. ↑  総務省統計局 (2014年3月28日). “平成7年国勢調査の調査結果(e-Stat) - 男女別人口及び世帯数 －町丁・字等” (CSV). 2021年7月20日閲覧。
9. ↑  総務省統計局 (2014年5月30日). “平成12年国勢調査の調査結果(e-Stat) - 男女別人口及び世帯数 －町丁・字等” (CSV). 2021年7月20日閲覧。
10. ↑  総務省統計局 (2014年6月27日). “平成17年国勢調査の調査結果(e-Stat) - 男女別人口及び世帯数 －町丁・字等” (CSV). 2021年7月21日閲覧。
11. ↑  総務省統計局 (2012年1月20日). “平成22年国勢調査の調査結果(e-Stat) - 男女別人口及び世帯数 －町丁・字等” (CSV). 2021年7月21日閲覧。
12. ↑  総務省統計局 (2017年1月27日). “平成27年国勢調査の調査結果(e-Stat) - 男女別人口及び世帯数 －町丁・字等” (CSV). 2021年7月21日閲覧。

### 書籍
1. 1 2 3 4 5 6 7 8 9 10  「角川日本地名大辞典」編纂委員会 1989, p. 1565.
2. 1 2 3 4 5 6  「角川日本地名大辞典」編纂委員会 1989, p. 685.